# Уильям Томас Райкер
Уи́льям То́мас Ра́йкер (англ. William Thomas Riker — персонаж научно-фантастического телевизионного сериала «Звёздный путь: Следующее поколение», а также полнометражных фильмов «Звёздный путь: Поколения», «Звёздный путь: Первый контакт», «Звёздный путь: Восстание», «Звёздный путь: Возмездие».

## Биография
Уильям Райкер родился 19 августа 2335 года в Вальдезе (Аляска, планета Земля) в семье Кайла и Бетти С. Райкеров.
В 2350 Кайл Райкер бросил сына и жену. Впоследствии Уильям нашел отца, но до 2365 года они не общались.
В 2353 Райкер поступил в «Академию Звездного Флота» Объединенной Федерации Планет, которую он успешно окончил в 2357.
Первым назначением Уильяма стала должность рулевого на звездолете «Пегас» (англ. USS Pegasus). Капитан этого звездолета проводил нелегальные исследования с неизвестным маскирующим прибором. Эти исследования нарушали соглашение между Федерацией и Ромуланской империей и грозили прервать 48-летнее перемирие. Впоследствии устройство работало со сбоями и, как считается, повлекло взрыв звездолета. Последствия инцидента были скрыты Звездным Флотом.
Следующими назначениями Райкера стала служба на планете Бетазед, где он познакомился с Дианой Трой, а также служба вторым офицером на звездолете «Потемкин» (англ. USS Potemkin) и первым офицером на звездолете «Худ» (англ. USS Hood).
В 2364 году по собственной просьбе Райкер был переведен на новый звездолет — флагман Звездного Флота «Энтерпрайз-D» — под командование капитана Жана-Люка Пикара.
Во время вторжения Боргов в 2366—2367 годах Райкер исполнял обязанности капитана (до возвращения Пикара).
Райкер служил на «Энтерпрайзе-D» вплоть до его уничтожения в 2371 году, после чего он вместе с капитаном Пикаром перешел на новый звездолет «Энтерпрайз-E» (англ. USS Enterprise NCC-1701-E).
В 2379 году Райкер принял предложение Звездного Флота и стал капитаном звездолета «Титан» (англ. USS Titan). В том же году он женился на Диане Трой.

## Исполнение
В телесериале «Звёздный путь: Следующее поколение» и полнометражных фильмах "Звёздный путь: Поколения, «Звёздный путь: Первый контакт», «Звёздный путь: Восстание», «Звёздный путь: Возмездие» роль Уилла Райкера исполнил Джонатан Фрейкс.
В эпизоде сериала «Второй шанс» Фрейкс исполнил двойную роль — Уилла Райкера и его двойника.
В роли Томаса Райкера, двойника Уилла, Джонатан Фрейкс также появился в эпизоде «Дефайент» сериала «Звёздный путь: Глубокий космос 9».

## Оценки персонажа
В 2009 году сайт IGN указал персонаж Уильяма Райкера на 22-м месте в своём списке 25 лучших персонажей «Звёздного пути».
В 2016 году журнал Wired составил список 100 наиболее важных членов Звёздного флота, поместив коммандера Уильяма Райкера на 6-ю позицию.